# Акведукт у Кавали
Акведукт у Кавали, познатији као Камарес (грч. Καμάρες), је добро очувани акведукт у Кавали, и један је од градских обележја.

## Историја
Иако сам акведукт потиче вероватно из периода Старог Рима, данашње стање датира из XVI века. Византијски зид изграђен у XIV веку као део утврђења старог града у Кавали, вероватно је био коришћен као акведукт. Ако је ово истина, то је редак пример Византијских акведукта, јер су Византијци више воду црпили из бунара и цистерна него што су правили нове и одржавали постојеће римске акведукте. Тај зид је замењен данашњим луковним акведуктом за време поправке султана Сулејмана Величанственог. Неки извори наводе да је пореклом из 1522. године, али вероватније је да је настао у периоду од 1530. и 1536. године. Од 1911. године, акведукт се поново користи за снадбевање Кавале пијаћом водом са планине Пангеј.
40° 56′ 13″ С; 24° 24′ 56″ И / 40.9369° С; 24.4155° И